# Nekropola Makli
Nekropola Makli (urdujsko شہرِ خموشاں مکلی; sindsko مڪلي قبرستان) je eno največjih pogrebnih območij na svetu, ki se razprostira na območju 10 kilometrov blizu mesta Thatta v pakistanski provinci Sind. Na tem mestu je približno 500.000 do 1 milijon grobnic, zgrajenih v obdobju 400 let. V nekropoli Makli je več velikih nagrobnih spomenikov, ki pripadajo kraljevim družinam, različnim sufijskim svetnikom in cenjenim učenjakom. Mesto je bilo leta 1981 uvrščeno na Unescov seznam svetovne dediščine kot »izjemen dokaz« o civilizaciji Sindi med 14. in 18. stoletjem.

## Lokacija
Nekropola Makli je v mestu Makli, ki je na planoti približno 6 kilometrov od mesta Thatta, glavnega mesta spodnjega Sinda do 17. stoletja. Leži približno 98 km vzhodno od Karačija, blizu vrha Indove delte v jugovzhodnem Sindu. Najjužnejša točka mesta je približno 5 milj severno od ruševin srednjeveške trdnjave Kalankot.

## Etimologija
Mesto in bližnji hribi naj bi svoje ime dobili po legendi, po kateri se je romar hadža ustavil na mestu in izbruhnil v duhovno ekstazo ter razglasil, da je mesto zanj Meka. Sufijski svetnik šejk Hamad džamali naj bi mesto poimenoval Makli ali 'Mala Meka', potem ko je slišal zgodbo o romarju.
Vendar zgodovinski dokazi tega ne potrjujejo. Zgodovinar Ali Ahmad Brohi meni, da ime Makli izvira iz starodavnega templja Mahakali (Maa Kali), pri čemer zavrača alternativne teorije kot neprepričljive. Po Brohiju so v grobnici Džama Nizamudina II. kamni, ki spominjajo na tiste iz starodavnega templja.

## Zgodovina
Sufijski svetnik, pesnik in učenjak Šejk Džamali je ustanovil khanka ali zbirališče sufijev v Makliju in bil na koncu tam pokopan. Vladar Same iz 14. stoletja, Džam Tamači, je svetnika častil in želel biti pokopan blizu svetnika, s čimer se je začela tradicija uporabe Maklija kot pogrebnega mesta.
Mesto je postalo pomembno kot glavno pogrebno mesto med vladavino dinastije Sama, ki je svojo prestolnico ustvarila blizu Thatte.
Arhitekturno najbolj pomembne grobnice na tem mestu izvirajo približno iz časa mogulske dobe, med letoma 1570 in 1640 n. št.

## Postavitev
Nekropola Makli zavzema 10 kvadratnih kilometrov in vsebuje najmanj 500.000 grobnic. Razteza se od Pir Patha na južnem koncu hribovja Makli proti severu v obliki približno diamanta. Njegov vzhodni rob tvori greben kribovja Makli. Največje spomenike običajno najdemo na južnem robu mesta, čeprav so grobnice Sama na severu.

## Arhitekturna evolucija
Pogrebna arhitektura največjih spomenikov sintetizira muslimanske, hindujske, perzijske, mogulske in gudžaratske vplive v slogu Spodnjega Sinda, ki je postal znan kot slog Čaukandi, poimenovan po grobnicah Čaukandi blizu Karačija. Slog Čaukandi je vključil plošče iz peščenjaka, ki so jih skrbno izklesali kamnoseki v zapletene in dovršene modele.
V najzgodnejših grobnicah je bilo tri do šest kamnitih plošč, zloženih ena na drugo v obliki majhne piramide. Razvijajoča se pogrebna arhitektura je nato vključila majhne podstavke.
Do 15. stoletja so v grobnice začeli vgrajevati okrašene rozete in krožne vzorce. Nato so se pojavili kompleksnejši vzorci in arabska kaligrafijo z biografskimi podatki o pokopanem telesu. Večji spomeniki iz kasnejših obdobij so vključevali hodnike in nekatere modele, ki jih je navdihnila kozmologija.
Piramidalne strukture iz 16. stoletja so opremljene z minareti, okrašenimi s cvetličnimi motivi, v slogu, edinstvenem za grobnice iz turške dinastije Trakhan. Strukture iz 17. stoletja na delu pokopališča Leilo Šejk vključujejo velike grobnice, ki od daleč spominjajo na džainistične templje, z izrazitim vplivom bližnje regije Gudžarat.
Na več večjih grobnicah so izrezljane živali, bojevniki in orožje – neobičajna praksa za muslimanske nagrobne spomenike. Kasnejše grobnice na tem mestu so včasih v celoti izdelane iz opeke, le s ploščo iz peščenjaka.
Največje strukture v najbolj arhetipskem slogu Čaukandi imajo kupolaste nadstreške iz rumenega peščenjaka, ki so bili belo ometani z lesenimi vrati, v slogu, ki odraža srednjeazijske in perzijske vplive. Velikost kupole je označevala pomembnost pokopanega posameznika, spodnje strani pa so bile okrašene z izrezljanimi cvetličnimi vzorci. Na spodnji strani nekaterih baldahinov so lotosovi cvetovi, simbol, ki ga običajno povezujejo s hinduizmom.
Nekatere grobnice so imele obsežne modre ploščice, značilne za Sind. Uporaba pogrebnih paviljonov se je sčasoma razširila izven Spodnjega Sinda in vplivala na pogrebno arhitekturo v sosednjem Gudžaratu.

## Kraljevi mavzoleji
Impresivni kraljevi mavzoleji so razdeljeni na dve veliki skupini in sicer skupino Sama ter skupino Tarkhan, Arghun in Moghuli. V prvi skupini so grobnice iz obdobja Sama, medtem ko so ostale grobnice združene skupaj.

### Skupina Sama
Grobnice iz časa dinastije Sama so združene v 5 hektarjev velikem delu na severnem koncu nekropole. Sama so bili radžputski knezi, ki so leta 1335 prevzeli nadzor nad Thatto. Na grobnice Sama močno vplivajo gudžaratski slogi in vključujejo muslimanske in hindujske okrasne elemente.
Grobnica kralja Džama Nizamudina II., dokončana leta 1510, je impresivna kvadratna stavba, ki na vsaki strani meri 11,4 metra. Zgrajena je bila iz peščenjaka in okrašena s cvetličnimi in geometrijskimi medaljoni. Kockasto obliko grobnice je morda navdihnila Kaba v Meki. Njena kupola ni bila nikoli zgrajena, zato je bila notranjost izpostavljena vremenskim vplivom. Spomenik ima veliko in zapleteno izrezljano jharoko ali balkon v gudžaratskem slogu in majhen vrh, zaradi česar je grobnica podobna templju. Zunanjost ima 14 pasov okrasnih motivov, ki prikazujejo verze iz Korana in hindujske simbole, čeprav je v skladu z islamsko tradicijo vsa dekoracija v obliki geometrijskih vzorcev, z edino izjemo friza, ki prikazuje lokalne race.
Grobnica posvojenca Džama Nizamudina, Darja Kana, je podobna radžastanski utrdbi in je bila zgrajena po njegovi smrti leta 1521. Darja Kan se je rodil kot suženj, vendar je postal pomemben kot general, potem ko je v bitki premagal arghunsko vojsko. Dobil je naziv 'Heroj Sinda' in na koncu je postal Madrul Muham ali predsednik vlade.

### Skupina Arghun, Trakhan in Moguli
Grobnica Isa Kana Tarkhana I., ki je vladal od 1554 do 1565, predstavlja odmik od pogrebne arhitekture Samasov. Grobnica ima izrazito nov slog kenotafa in je postavljena v pravokotno obliko, njene notranje stene pa so v celoti prekrite s koranskimi verzi. Grobnica ima tudi območje, namenjeno za grobove 5 njegovih kraljevih dam.
Mavzolej Isa Kana Hussain II. Tarkhana († 1651) predstavlja dvonadstropno kamnito zgradbo s kupolami in balkoni. Grobnica naj bi bila zgrajena v času Isinega življenja. Legenda pravi, da je po dokončanju Isa rokodelcem ukazal odrezati roke, da ne bi mogli narediti drugega spomenika, ki bi bil enak njegovemu.
Grobnica Jan Bega Tarkhana († 1600) je osemkotna stavba iz opeke, katere kupola je prekrita z modrimi in turkiznimi glaziranimi ploščicami. Paviljoni ali grobnice z baldahinom (čhatri makbara ali grobnica z dežniki) so še ena tipična indo-islamska arhitekturna značilnost, pa tudi grobnice z zaprtimi prostori.
Mogulsko obdobje je predstavljeno s številnimi grobnicami na južni strani nekropole, vključno z mavzolejem Mirze Džanija in Mirze Ghazija Baiga, mavzolejem Navab Šurfa Kana, ograjenim prostorom Mirze Mohameda Baqija Tarkhana in Mirze Džan Babe, pa tudi impresivno obnovljena grobnica Navaba Isa Kana Tarkhana mlajšega.

## Ohranjanje
Nekropola Makli je bila leta 1981 vpisana za Unescov seznam svetovne dediščine. Na strukturno celovitost mesta so vplivali zamuljenje, posegi, slabo upravljanje mesta, vandalizem in trdni odpadki. Poplave v Pakistanu leta 2010 so dodatno poslabšale stanje mesta.

## Galerija
- Splošni pogled na nekropolo
- Nekateri spomeniki imajo hodnike s strehami, podprtimi z zapleteno izklesanim peščenjakom
- Nekatere mavzoleje, kot je mavzolej Deana Šurfa Kana, imajo močne arhitekturne vplive iz Srednje Azije
- V grobnici Džama Nizamudina II. je jharoka, ki prikazuje gudžaratske vplive
- Grobnica Isa Kana Hussain II. je eden najbolj opaznih spomenikov
- Grobnica Mirze Džanija in Mirze Ghazija Baiga
- Koranska umetnina na okrašenem grobu sufijskega svetnika v nekropoli
- Grobnica Daja Kan Rahuja z baldahinom
- Pogled na grob Džama Mubaraka Kana
- Pogled na grobnico Nizam al-Dina s poligonalnim paviljonom
- Grobnica sultana Ibrahima
- Opečnata ograja grobnice Mirze Bakija Baiga Uzbaka
- Grobnica Džana Baba